# Тираннозавр (фильм)
«Тираннозавр» (англ. Tyrannosaur) — независимый британский художественный фильм-драма, вышедший на экраны в 2011 году. Дебютная режиссёрская работа Пэдди Консидайна. В главных ролях задействованы Питер Маллан и Оливия Колман. Фильм является расширенной версией короткометражной ленты «Хуже некуда» (англ. Dogs Altogether) того же режиссёра.

## Сюжет
Джозеф — немолодой вдовец, опустившийся и потерявший веру в людей. Вечера он проводит в барах, напиваясь до бесчувствия и конфликтуя с другими посетителями этих заведений. Он, впрочем, понимает, что его жизнь идёт не по верному пути, однако не может ничего с собой поделать. Однажды, после очередной потасовки, Джозеф случайно заходит в магазин секонд-хенда, где знакомится с продавщицей по имени Ханна, которая предлагает ему помолиться за спасение его души. Хотя его раздражает набожность Ханны, на следующий день он вновь заходит в магазин, привлечённый искренним интересом к себе со стороны этой женщины. Постепенно ему открывается, что под маской религиозности скрываются глубокие семейные проблемы, с которыми Ханна вынуждена мириться на протяжении многих лет...

## В ролях
- Питер Маллан — Джозеф
- Оливия Колман — Ханна
- Эдди Марсан — Джеймс, муж Ханны
- Пол Попплуэлл — Бод
- Нед Деннехи — Томми
- Салли Карман — Мари
- Сэмуэль Боттомли — Сэмуэль
- Шан Брекин — мама Сэмуэля

## Награды и номинации
- 2011 — режиссёрская награда (Пэдди Консидайн) и специальный приз жюри (Питер Маллан и Оливия Коулман) на кинофестивале «Сандэнс».
- 2011 — три Премии британского независимого кино: лучший британский независимый фильм, лучшая женская роль (Оливия Коулман), премия Дугласа Хикокса за лучший режиссёрский дебют (Пэдди Консидайн). Кроме того, лента была номинирована в 4-х категориях: лучшая режиссура (Пэдди Консидайн), лучшая мужская роль (Питер Маллан), лучшая мужская роль второго плана (Эдди Марсан), лучшее производство.
- 2011 — приз лучшей актрисе на Чикагском кинофестивале (Оливия Коулман).
- 2011 — приз за лучший режиссёрский дебют (Пэдди Консидайн) и специальное упоминание (Оливия Коулман) на Стокгольмском кинофестивале.
- 2011 — приз зрительских симпатий на кинофестивале в Салониках.
- 2011 — специальный приз жюри и приз за лучший сценарий на кинофестивале в Мар-дель-Плата.
- 2011 — приз за лучший режиссёрский дебют (Пэдди Консидайн) на Мюнхенском кинофестивале.
- 2011 — премия «Спутник» за лучший дебютный фильм (Пэдди Консидайн).
- 2012 — премия BAFTA за лучший дебют британского сценариста, режиссёра или продюсера (Пэдди Консидайн, Дайармид Скримшоу).
- 2012 — премия «Империя» лучшей актрисе (Оливия Коулман), а также номинация в категории «лучший британский фильм».
- 2012 — премия газеты Evening Standard лучшей актрисе (Оливия Коулман).
- 2012 — премия Лондонского кружка кинокритиков лучшей актрисе года (Оливия Коулман).
- 2012 — номинация на премию «Независимый дух» за лучший международный фильм (Пэдди Консидайн).